# 上林憲雄
上林 憲雄（かんばやし のりお、1965年8月1日 - ）は、日本の経営学者。神戸大学教授、経営関連学会協議会理事長、インソース取締役。元日本経営学会理事長。第23・24期日本学術会議会員。

## 人物・経歴
大阪府立四條畷高等学校を経て、1989年神戸大学経営学部卒業。1991年神戸大学大学院経営学研究科博士課程前期課程修了。1992年神戸大学大学院経営学研究科博士課程後期課程退学、神戸大学経営学部助手。1994年神戸大学経営学部助教授。1999年ウォーリック大学大学院博士課程修了、Ph.D.。2003年神戸大学博士（経営学）。2005年神戸大学大学院経営学研究科教授。2009年日本労務学会会長。2013年日本学術会議会員、日本学術振興会産学協力研究委員会経営問題第108委員会委員長、日本情報経営学会理事。2014年インソース取締役。2017年経営学史学会会計監事。2018年企業家研究フォーラム理事。2019年日本経営学会理事長。2021年経営関連学会協議会理事長。

## 著書
- 『異文化の情報技術システム : 技術の組織的利用パターンに関する日英比較』千倉書房 2001年
- 『経験から学ぶ経営学入門』（奥林康司, 團泰雄, 開本浩矢, 森田雅也, 竹林明と共著）有斐閣 2007年
- 『入門人的資源管理』（奥林康司, 平野光俊と共編著）中央経済社 2010年
- 『経験から学ぶ人的資源管理』（厨子直之, 森田雅也と共著）有斐閣 2010年
- 『変貌する日本型経営 : グローバル市場主義の進展と日本企業』（編著）中央経済社 2013年]
- 『現代人的資源管理 : グローバル市場主義と日本型システム』（平野光俊, 森田雅也と共編著）中央経済社 2014年
- 『ケーススタディ優良・成長企業の人事戦略』（三輪卓己と共編著）税務経理協会 2015年
- 『人的資源管理』（編著）中央経済社 2016年
- 『日本の人事システム : その伝統と革新』（平野光俊と共編著）同文舘出版 2019年
- 『経営組織入門』（庭本佳子, 厨子直之, 貴島耕平, 島田善道, 上野恭裕, 福本俊樹, 筒井万理子, 瓜生原葉子, 中原翔, 上野山達哉と共著）文眞堂 2020年
- 『経営学の開拓者たち : 神戸大学経営学部の軌跡と挑戦』（清水泰洋, 平野恭平と共編著）中央経済社 2021年